# جيف هيرن
جيف هيرن (بالإنجليزية: Jeff Hearn)‏ هو عالم اجتماع بريطاني، ولد في 5 أغسطس 1947.